# Overdruksyndroom
Het Idiopathisch cerebrospinaal drukdysregulatiesyndroom, vaak afgekort tot overdruksyndroom, is een neurologische aandoening.
Door een gestoorde drukregeling in de hersenen en het ruggenmerg kan de druk in het ruggenmergkanaal oplopen en kan ruggenmergvocht in de zenuwen worden geperst. Deze verhoogde druk leidt tot irritatie van de zenuwvezeltjes met pijn, tintelingen, slapte en slapend gevoel tot gevolg. De isolatielaag rond de zenuw kan vervolgens uitzetten op een plaats waar ze het zwakst is. Dit gebeurt vooral in het heiligbeen, waar de druk het hoogst is omdat we rechtop lopen en veel zitten, maar niet alleen daar maar ook in de lage rug, de bovenrug, de nek en ter hoogte van de hersenzenuwen kunnen klachten optreden. Een dergelijke uitpuiling noemt men een Tarlov-cyste, genoemd naar de Amerikaanse neurochirurg Isadore Tarlov (1905–1977), die ze in 1938 beschreef.
Omdat de eerste symptomen niet meetbaar zijn, wordt de diagnose niet of pas heel laat gesteld. Er wordt dan verondersteld dat niet de cysten, maar de tekenen van artrose die men op de MRI ziet, verminderde fysieke conditie en/of psychologische factoren verantwoordelijk zijn voor de pijn.